# Idris arachnevora
Idris arachnevora är en stekelart som först beskrevs av Jean Risbec 1956.  Idris arachnevora ingår i släktet Idris och familjen Scelionidae. Inga underarter finns listade i Catalogue of Life.